# الرارنجية
الرارنجية أو الرستمية مقاطعة زراعية واسعة في شمال قضاء الكفل في محافظة بابل بوسط العراق، البعد 12 كيلومتراً بين الرارنجية ومدينة الحلة شمالاً، والبعد 18 كيلومتراً بين الرارنجية ومدينة الكفل جنوباً، كانت مساحة الحيازة الزراعية في مقاطعة الرارنجية 333 دُونماً عراقياً سنة 1983 ثم صارت 412 دونماً في سنة 2015.